# 胡灌
胡灌（？年—？年），字敬叔，江西南昌府南昌縣。明朝舉人。

## 生平
正統十二年（1447年），胡灌中式丁卯科江西鄉試舉人。官至後軍都督府經歷。其操守端潔，造詣精深，清《南昌府志》評價其為「文行兼全之士」。